# Angiostrongylidae
De Angiostrongylidae is een familie longwormen die behoren tot de orde Strongylida. Deze orde bestaat uit een groot aantal soorten parasitaire rondwormen (Nematoden).
Over de indeling van de rondwormen is geen consensus, de hier gepresenteerde indeling komt uit de taxonomy browser.
- Familie Angiostrongylidae
  - Geslacht Aelurostrongylus (Aelurostrongylus abstrusus, longworm bij katten)
  - Geslacht Angiostrongylus (onder andere Angiostrongylus vasorum, Kleine of Franse hartworm, bij honden)
  - Geslacht Didelphostrongylus